# Біллі Конноллі
Вільям (Біллі) Конноллі, командор (англ. William 'Billy' Connolly; народився 24 листопада 1942, Глазго, Шотландія, Велика Британія)  — шотландський стенд-ап-комік, музикант, ведучий, актор і художник. Командор Ордена Британської Імперії. Лауреат шотландської кінопремії БАФТА 2012 року.

## Життєпис
Біллі Конноллі народився в Глазго, Шотландія, в родині Вільяма та Мері (уродженої Маклін) Конноллі. Його мати працювала у лікарняній їдальні, а дід був ірландським іммігрантом. У 1946 році, поки батько служив в армії, мати покинула сім'ю, і Біллі з сестрою виховували тітки, Маргарет та Мона.
До 20 років Конноллі жив у Глазго в районі «Андерстон», а потім переїхав до району «Партик». Він навчався у початковій школі Святого Петра та у середній школі Сен-Жерар. У 12 років Конноллі вирішив стати коміком, а в 15 років покинув школу, отримавши два дипломи, в одному з яких була помилка (Connell замість Connolly).
На початку 1960-х років Біллі Конноллі працював зварювальником на верфі Глазго, але покинув цю роботу, щоб розпочати кар'єру фольк-співака. 
До 1974 року співав у фольк-рок групі The Humblebums разом з друзями Джеррі Рафферті (Gerry Rafferty) і Темом Гарві (Tam Harvey), потім почав свою сольну кар'єру. На початку 1970-х Конноллі змінив амплуа з народного комедійного співака на повноцінного коміка, ставши більш відомим. У 1972 році він дебютував у Котеджному театрі в Камбернолді (Cumbernauld), з ревю під назвою «Конноллі з Глазго почав процвітати». Він також виступав на Единбурзькому фестивалі «Бахрома» (The Free Edinburgh Fringe Festival). У 1972 році вийшов його перший сольний альбом «Billy Connolly Live!» — поєднання гумористичних пісень і коротких монологів.
Як актор Конноллі з'явився в таких фільмах як «Непристойна пропозиція» (1993), «Покахонтас» (1995), «Маппети. Острів скарбів» (1996), «Святі з нетрів» (1999), «Останній самурай» (2003), з серії «Нещасних випадків» (2004), «Цілком таємно: Я хочу вірити» (2008), «Хоробрий» (2012), і «Хоббіт: Битва п'яти армій» (2014). На 75-й рік народження у 2017 році відомі художники Джек Веттріано, Джон Бірн і Рейчел Маклін створили три портрети Конноллі. Пізніше вони були перетворені в частину офіційної стіни слави Глазго. У жовтні того ж року принц Вільям в Букінгемському палаці посвятив його в лицарі за заслуги в галузі розважальних програм і благодійність.

## Особисте життя
У 1989 році Біллі Конноллі одружився з психологинею Памеле Стефенсон. У своїй книзі Біллі та в інтерв'ю, яке він дав у грудні 2008 року, Конноллі заявив, що він неодноразово піддався насильству зі сторони свого відця.
Конноллі підтримує Національну асоціацію байкерів з обмеженими можливостями.
У вересні 2013 року в ЗМІ була розповсюджена інформація про те, що Конноллі був успішно прооперований від раку простати. У виздоровлюючого артиста була також діагностована початкова стадія хвороби Паркінсона.

## Фільмографія
| Рік       |    | Українська назва                   | Оригінальна назва                               | Роль                                              |
| --------- | -- | ---------------------------------- | ----------------------------------------------- | ------------------------------------------------- |
| 2017      | с  | (мінісеріал)                       | Five Fables                                     | оповідач (голос)                                  |
| 2016      | ф  | Гріхи юності                       | Wild Oats                                       | Чендлер                                           |
| 2014      | ф  | Хоббіт: Битва п'яти воїнств        | The Hobbit: The Battle of the Five Armies       | Дейн                                              |
| 2014      | ф  | Як ми провели канікули             | What We Did on Our Holiday                      | Горді                                             |
| 2013      | кф | Квартет: Видалені сцени            | Quartet: Deleted Scenes                         | Вілф (Вілфред) Бонд                               |
| 2012      | в  |                                    | What About Dick?                                | Інспектор Мак-Гаффін                              |
| 2012      | ф  | Квартет                            | Quartet                                         | Вілф (Вілфред) Бонд                               |
| 2012      | мф | Відважна                           | Brave                                           | Король Фергус (голос)                             |
| 2012      | с  | Доктор Хаус                        | House M.D.                                      | Томас Белл (1 епізод)                             |
| 2011      | кф | Балада про Нессі                   | The Ballad of Nessie                            | Оповідач / Мак-Фругл (голос)                      |
| 2010      | ф  |                                    | Good Sharma                                     | Преподобний Вебстер                               |
| 2010      | ф  | Мандри Гуллівера                   | Gulliver's Travels                              | Король Теодор                                     |
| 2009      | ф  | Святі з нетрів 2: День всіх святих | The Boondock Saints II: All Saints Day          | Ноа Мак-Манус («Іль Дьюс»)                        |
| 2008      | мф | Сезон полювання 2                  | Open Season 2                                   | Сіра білка Мак-Сквізі (голос)                     |
| 2008      | ф  | Цілком таємно: Я хочу вірити       | The X-Files: I want to believe                  | Отець Джозеф Крісман                              |
| 2006      | мф | Сезон полювання                    | Open Season                                     | Сіра білка Мак-Сквізі (голос)                     |
| 2006      | ф  | Фідо                               | Fido                                            | Зомбі Фідо                                        |
| 2006      | ф  | Гарфілд 2: Історія двох кішечок    | Garfield: A Tail of Two Kitties                 | Лорд Даргіс                                       |
| 2004      | ф  | Лемоні Снікет: 33 нещастя          | Lemony Snicket's A Series of Unfortunate Events | Дядько Монті                                      |
| 2004      | тф |                                    | The Rutles 2: Can't Buy Me Lunch                | Біллі Конноллі                                    |
| 2003      | ф  | Останній самурай                   | The Last Samurai                                | Сержант Зебулон Гент                              |
| 2003      | ф  | У пастці часу                      | Timeline                                        | Професор Едвард А. Джонстон                       |
| 2002      | ф  | Білий олеандр                      | White Oleander                                  | Баррі Колкер                                      |
| 2001      | ф  | Людина, яка судиться з Богом       | The Man Who Sued God                            | Стів Маєрс                                        |
| 2001      | тф | Зачарований принц                  | Prince Charming                                 | Хеміш                                             |
| 2001      | ф  | Той, кого замовили                 | Who Is Cletis Tout?                             | Д-р Майк Севіан                                   |
| 2001      | ф  | Гавриїл і я                        | Gabriel & Me                                    | Гавриїл                                           |
| 2001      | тф | Насолода для джентльменів          | Gentlemen's Relish                              | Кінгдом Сванн                                     |
| 2000      | ф  | Нескінченна історія                | An Everlasting Piece                            | Скальпер                                          |
| 2000      | ф  | Красень Джо                        | Beautiful Joe                                   | Джо                                               |
| 2000      | с  | Коломбо                            | Columbo                                         | Фіндлей Кроуфорд (1 епізод)                       |
| 1999      | с  | Третя планета від Сонця            | 3rd Rock from the Sun                           | Інспектор Мак-Еффері (1 епізод)                   |
| 1999      | ф  | Святі з Бундока                    | The Boondock Saints                             | Іль Дьюс                                          |
| 1999      | ф  | Колектор (Збирач боргів)           | The Debt Collector                              | Ніккі Драйден                                     |
| 1998      | ф  | Міддлтонський підкидьок            | Middleton's Changeling                          | Алібіус                                           |
| 1998      | ф  | Все ще божевільний                 | Still Crazy                                     | Г'юґі                                             |
| 1998      | ф  | Самозванці                         | The Impostors                                   | Пан Спаркс, тенісист                              |
| 1998      | с  | Трейсі приймає…                    | Tracey Takes On...                              | Рорі Кессіді (1 епізод)                           |
| 1998      | с  | Шафа Вероніки                      | Veronica's Closet                               | Кемпбелл (1 епізод)                               |
| 1997      | тф | Декан Броді                        | Deacon Brodie                                   | Вільям Броді                                      |
| 1997      | ф  | Лапи                               | Paws                                            | ПК (голос)                                        |
| 1997      | ф  | Пані Браун                         | Mrs Brown                                       | Джон Браун                                        |
| 1996—1997 | с  | Перли                              | Pearl                                           | Біллі Пінчон (2 епізоди)                          |
| 1997      | ф  | Ніндзя з Беверлі-Гіллз             | Beverly Hills Ninja                             | Власник японського магазинчику                    |
| 1996      | вг | Маппети. Острів скарбів            | Muppet Treasure Island                          | Біллі Бонс                                        |
| 1996      | мс | Бешкетник Денніс                   | Dennis the Menace                               | Капітан Трут (голос, 1 епізод)                    |
| 1996      | ф  | Маппети. Острів скарбів            | Muppet Treasure Island                          | Біллі Бонс                                        |
| 1995      | мф | Покахонтас                         | Pocahontas                                      | Бен (голос)                                       |
| 1993      | с  | -                                  | Screen One                                      | Джоджо Доннеллі (1 епізод)                        |
| 1993      | ф  | Непристойна пропозиція             | Indecent Proposal                               | Біллі Конноллі, ведучий благодійного аукціону     |
| 1992      | с  | Біллі                              | Billy                                           | Біллі Макгрегор (13 episodes)                     |
| 1992      | с  |                                    | ABC TGIF                                        | Біллі Макгрегор (2 епізоди)                       |
| 1990—1991 | с  | Класний керівник                   | Head of the Class                               | Біллі Макгрегор (22 episodes)                     |
| 1991      | с  |                                    | Screen Two                                      | Ведучий ігрового шоу / вуличний артист (1 епізод) |
| 1990      | ф  | Переступаючи межу                  | The Big Man / Crossing the Line                 | Френкі                                            |
| 1989      | ф  | Повернення мушкетерів              | The Return of the Musketeers                    | Кедді                                             |
| 1989      | с  |                                    | Minder                                          | Тік-Так (1 епізод)                                |
| 1988      | с  | Вогні міста                        | City Lights                                     | Бродяга (1 епізод)                                |
| 1987      | ф  |                                    | The Hunting of the Snark                        | Носильник                                         |
| 1986      | ф  | На північ від Катманду             | To the North of Katmandu                        | Гравець у поло на слонах                          |
| 1984—1985 | с  |                                    | Tickle on the Tum                               | Боббі Біннс (2 епізоди)                           |
| 1985      | тф |                                    | Blue Money                                      | Дес                                               |
| 1985      | с  | Супербабуся                        | Super Gran                                      | Ангус Мак-Спорран (1 епізод)                      |
| 1985      | ф  | Вода                               | Water                                           | Дельгадо                                          |
| 1982—1983 | с  | Телешоу Кенні Еверетта             | The Kenny Everett Television Show               | Різні персонажі (6 episodes)                      |
| 1983      | ф  | Буллшот                            | Bullshot                                        | Мак-Джиллікадді Соколине Око                      |
| 1983      | тф | Андрокл і лев                      | Androcles and the Lion                          | Андрокл                                           |
| 1981      | с  | Відеошоу Кенні Еверетта            | The Kenny Everett Video Show                    | Гледіс (1 епізод)                                 |
| 1980      | с  | Ворзель Ґаммідж                    | Worzel Gummidge                                 | Богл Мак-Ніп (1 епізод)                           |
| 1980      | с  |                                    | Not the Nine O'Clock News                       | Аятола Хомейні та інші персонажі (2 епізоди)      |
| 1978      | ф  | Відпущення гріхів                  | Відпущення гріхів                               | Блекі                                             |
| 1975—1976 | с  |                                    | Play for Today                                  | Джоді / Педді (2 епізоди)                         |